# Wouzee
Wouzee es una plataforma de streaming de vídeo que permite a sus usuarios reproducir y transmitir vídeos utilizando una cámara o un ordenador a través de internet. Además del soporte gratuito, ofrece un servicio premium consistente en la emisión de eventos por parte del propio equipo de cámaras de wouzee.
Fue conocido a nivel nacional por ser la plataforma elegida por el usuario para subir el vídeo que grabó durante el juicio en el que Infanta Cristina declaraba sobre el Caso Noos, y que fue publicado por el diario El Mundo.